# Hugo Krayenbühl
Hugo Krayenbühl (* 3. Dezember 1902 in Zihlschlacht; † 9. Januar 1985 in Zürich) war ein Schweizer Neurochirurg und Direktor der Neurochirurgischen Universitätsklinik Zürich.

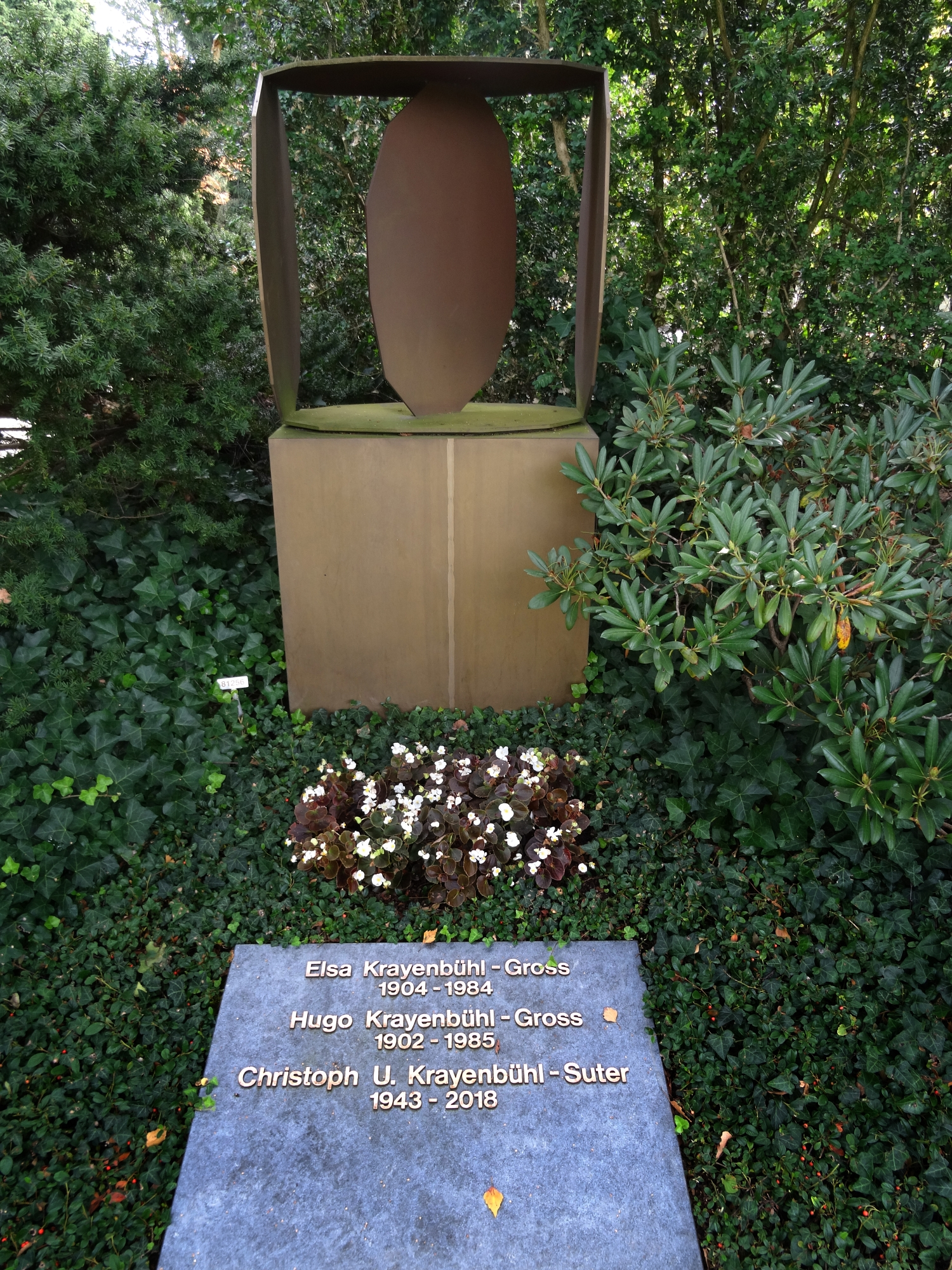
Grab, Friedhof Enzenbühl in Zürich.

## Leben und Werk
Als Schüler von  Hugh Cairns und damit von Harvey Cushing hatte Krayenbühl 1937 seine Tätigkeit als Volontärarzt bei Paul Clairmont, dem Ordinarius für Chirurgie in Zürich, aufgenommen. Bereits im selben Jahr gelangen ihm „an der Chirurgischen Klinik in Zürich aufsehenerregende, erfolgreiche Hirnoperationen“. Ab 1939 leitete er die neurochirurgische Abteilung. 1941 wurde er Privatdozent, 1948 ausserordentlicher Professor und 1963 Ordinarius der Universität Zürich.
Als Chef seines OP-Teams mit Gerhard Weber und Gazi Yaşargil (seinem Nachfolger) wurde er als sehr penibel wahrgenommen, der keinerlei Nachlässigkeiten duldete, wobei ihm das Wohl des einzelnen Patienten ein fast ausschließliches Anliegen war. Er verlangte Wissen, Können und schonungslose Selbstkritik; unter dieser Prämisse übernahm er die volle Verantwortung auch bei Misslingen von schwierigen Fällen.
Krayenbühl legte größtes Gewicht auf eine minutiös exakte und schonende Operationstechnik; doch es ging ihm nicht nur ums Operieren, sondern auch um die Diagnostik. Röntgenuntersuchungen im Bereich von Hirn und Rückenmark (z. B. Luftenzephalografie, Angiografie, Myelografie) gehörten zur täglichen Arbeit.
Krayenbühl „erlangte mit seinen Leistungen in der operativen Epilepsiebehandlung, in der stereotaktischen und vaskulären Chirurgie sowie v. a. der Mikroneurochirurgie hohes Ansehen und erhielt zahlreiche Ehrungen“.
Hugo Krayenbühl fand seine letzte Ruhzestätte auf dem Friedhof Enzenbühl in Zürich.

## Auszeichnungen
- 1962 Otfrid-Foerster-Medaille

## Veröffentlichungen (Auswahl)
- mit Eric Zander: Über lumbale und cervikale Diskushernien (= Acta rheumatologica. Nr. 1). J. R. Geigy, Basel (Januar) 1953.